# Thamaraikulam
Thamaraikulam é uma panchayat (vila) no distrito de Theni, no estado indiano de Tamil Nadu.

## Demografia
Segundo o censo de 2001,  Thamaraikulam  tinha uma população de 10,264 habitantes. Os indivíduos do sexo masculino constituem 51% da população e os do sexo feminino 49%. Thamaraikulam tem uma taxa de literacia de 66%, superior à média nacional de 59.5%: a literacia no sexo masculino é de 73% e no sexo feminino é de 59%. Em Thamaraikulam, 13% da população está abaixo dos 6 anos de idade.